# CCL19
Chemokinový (C-C motiv) ligand 19 (CCL19) je protein, který je u lidí je kódován genem CCL19. CCL19 je specifickým ligandem pro chemokinový receptor CCR7.
Gen CLL19 je jedním z několika genů pro CC chemokiny seskupených na krátkém ramenu chromozomu 9. CC chemokiny jsou skupina chemokinů obsahující ve své struktuře dva sousedící cysteiny na N-konci svého řetězce, odtud název CC.
CCL19 hraje roli v recirkulaci lymfocytů a jejich cílení do sekundárních lymfoidních orgánů. Zajišťuje také průchod T lymfocytů brzlíkem. CCL19 je ve vysokých hladinách exprimován v brzlíku a lymfatických uzlinách, ve střední míře v průdušnici a tlustém střevě, a v nízkých hladinách v žaludku, tenkém střevě, plicích, ledvinách a slezině. Chemokin CCL19 vyvolává účinek na buňky vazbou na svůj chemokinový receptor CCR7. Tímto způsobem jsou přitahovány buňky imunitního systému, např. dendritické buňky, B lymfocyty s navázaným antigenem a centrální paměťové T lymfocyty (TCM).